# Vivo Y15s (2021)
Vivo Y15s 2021 року — смартфон початкового рівня на Android Go, розроблений компанією Vivo, що відносяться до серії «Y». Був представлений 9 листопада 2021 року. Також існує модель Vivo Y15A, що відрізняється присутністю тільки комлектації 4/64 ГБ. 9 березня 2022 року був предсталвений Vivo Y01, що в основному відрізняється від Y15s кольорами та камерами. Також 28 вересня 2022 року в Китаї під брендом iQOO був представлений iQOO U5x, що відрізняється від Y15s більшою кількістю пам'яті та процесором.

## Дизайн
Екран виконаний зі скла. Корпус виконаний з рифленого пластику.
Знизу знаходяться роз'єм MicroUSB, динамік, мікрофон та 3.5 мм аудіороз'єм. Зверху розташований слот під 2 SIM-картки і карту пам'яті формату microSD до 256 ГБ. З правого боку розміщені кнопки регулювання гучності та кнопка блокування смартфона, в яку вбудований сканер відбитків пальців, але залежно від регіону у Vivo Y01 кнопка блокування можу бути без сканера.
Vivo Y15s та Y15A продаються в кольорах Морська хвиля (блакитний) та Містичний Синій.
Vivo Y01 продається у кольорах Сапфіровий синій та Елегантний чорний.
iQOO U3x продається у темно-синьому та блакитному кольорах.
| Колір | Vivo Y15s/Y15A  | iQOO U5x    | Колір | Vivo Y01          |
| Колір | Назва           | Назва       | Колір | Назва             |
| ----- | --------------- | ----------- | ----- | ----------------- |
|       | Морська хвиля   | Блакитний   |       | Сапфіровий синій  |
|       | Містичний Синій | Темно-синій |       | Елегантний чорний |

## Технічні характеристики

### Платформа
Vivo Y15s, Y15A та Y01 отримали процесор MediaTek Helio P35 та графічний процесор PowerVR GE8320.
iQOO U5x отримав процесор Qualcomm Snapdragon 680 та графічний процесор Adreno 610.

### Батарея
Батарея отримала об'єм 5000 мА·год та підтримку зарядки на 10 Вт. Також Vivo Y15s та Y15A мають підтримку зворотної дротової зарядки на 5 Вт.

### Камери
Vivo Y15s, Y15A та iQOO U5x отримали основну подвійну камеру 13 Мп, f/2.2 (ширококутний) з автофокусом + 2 Мп, f/2.4 (сенсор глибини) та фронтальну камеру 8 Мп, f/2.0.
Vivo Y01 залежно від регіону отримав основну камеру 8 Мп, f/2.0 з автофокусом або 13 Мп, f/2.2 (ширококутний) з автофокусом та фронтальну камеру 5 Мп, f/2.2.
Основна та фронтальна камера всіх моделей має можливість запису відео в роздільній здатності 1080p@30fps.

### Екран
Екран IPS LCD, 6.51", HD+ (1600 × 720) зі співвідношенням сторін 20:9, щільністю пікселів 270 ppi та краплеподібним вирізом під фронтальну камеру.

### Пам'ять
Vivo Y15s продається в комплектаціях 3/32 та 4/64 ГБ. В Україні продається тільки комплектація 3/32 ГБ.
Vivo Y15A продається в комплектації 4/64 ГБ.
Vivo Y01 продається в комплектаціях 2/32 та 3/32 ГБ.
iQOO U5x продається в комплектаціях 4/128 та 8/128 ГБ.

### Програмне забезпечення
Vivo Y15s та Y01 були випущені на FuntouchOS 11.1 на базі полегшеної версії Android 11 Go Edition, Y15A — на FuntouchOS 11.1 на базі Android 11, а iQOO U5x — на OriginOS Ocean на базі Android 11.